# Letlhakane
Letlhakane est une localité du District Central au Botswana. Elle est située au sud du pan de Makgadikgadi. Dans les environs se trouvent trois mines de diamants exploitées par la société Debswana : la mine de Letlhakane au sud-est, la mine d'Orapa au nord-ouest et la mine de Damtshaa au nord.
Lors du recensement de 2011, Letlhakane comptait 22 911 habitants.